# Allgemeine Historie der Reisen zu Wasser und zu Lande
Allgemeine Historie der Reisen zu Wasser und zu Lande bzw. mit vollständigerem Titel Allgemeine Historie der Reisen zu Wasser und zu Lande; oder Sammlung aller Reisebeschreibungen, welche bis itzo in verschiedenen Sprachen von allen Völkern herausgegeben worden, und einen vollständigen Begriff von der neuern Erdbeschreibung und Geschichte machen: Worinnen der wirkliche Zustand aller Nationen vorgestellet, und das Merkwürdigste, Nützlichste und Wahrhaftigste in Europa, Asia, Africa und America, ... enthalten ist; Mit nöthigen Landkarten ... und mancherley Abbildungen ... versehen / Durch eine Ges. gelehrter Männer im Engl. zusammen getragen, und aus demselben und dem Franz. ins Dt. übers. ist eine von Johann Joachim Schwabe (1714–1784) übersetzte herausgegebene umfangreichste und bedeutendste deutschsprachige Sammlung von Reisebeschreibungen des 18. Jahrhunderts, die 1747 bis 1774 in 21 Bänden in Leipzig bei Arkstee und Merkus erschien. Die Sammlung beruhte auf der englischen New general collection of voyages and travels (4 Bände, 1745–1747) und der französischen Histoire générale des voyages (20 Bände, 1746–1791), „ergänzt aber die von den englischen und französischen Herausgebern Thomas Astley und Antoine-François Prévost ausgewählten Werke und übersetzt getreuer als die französische Ausgabe.“ Abbé Prevost hatte daran von 1746 bis 1759 (Band 15) gearbeitet. Immanuel Kant schöpfte aus ihm manche völkerkundlichen Kenntnisse.

## Digitalisate
- Johann Joachim Schwabe (Hrsg.): Allgemeine Historie der Reisen zu Wasser und zu Lande. Band 1, Arkstee und Merkus, Leipzig, 1748 (Digitalisat).
- Johann Joachim Schwabe (Hrsg.): Allgemeine Historie der Reisen zu Wasser und zu Lande. Band 2, Arkstee und Merkus, Leipzig, 1748 (Digitalisat).
- Johann Joachim Schwabe (Hrsg.): Allgemeine Historie der Reisen zu Wasser und zu Lande. Band 3, Arkstee und Merkus, Leipzig, 1749 (Digitalisat).
- Johann Joachim Schwabe (Hrsg.): Allgemeine Historie der Reisen zu Wasser und zu Lande. Band 4, Arkstee und Merkus, Leipzig, 1749 (Digitalisat).
- Johann Joachim Schwabe (Hrsg.): Allgemeine Historie der Reisen zu Wasser und zu Lande. Band 5, Arkstee und Merkus, Leipzig, 1749 (Digitalisat).
- Johann Joachim Schwabe (Hrsg.): Allgemeine Historie der Reisen zu Wasser und zu Lande. Band 6, Arkstee und Merkus, Leipzig, 1750 (Digitalisat).
- Johann Joachim Schwabe (Hrsg.): Allgemeine Historie der Reisen zu Wasser und zu Lande. Band 7, Arkstee und Merkus, Leipzig, 1750 (Digitalisat).
- Johann Joachim Schwabe (Hrsg.): Allgemeine Historie der Reisen zu Wasser und zu Lande. Band 8, Arkstee und Merkus, Leipzig, 1751 (Digitalisat).
- Johann Joachim Schwabe (Hrsg.): Allgemeine Historie der Reisen zu Wasser und zu Lande. Band 9, Arkstee und Merkus, Leipzig, 1751 (Digitalisat).
- Johann Joachim Schwabe (Hrsg.): Allgemeine Historie der Reisen zu Wasser und zu Lande. Band 10, Arkstee und Merkus, Leipzig, 1752 (Digitalisat).
- Johann Joachim Schwabe (Hrsg.): Allgemeine Historie der Reisen zu Wasser und zu Lande. Band 11, Arkstee und Merkus, Leipzig, 1753 (Digitalisat).
- Johann Joachim Schwabe (Hrsg.): Allgemeine Historie der Reisen zu Wasser und zu Lande. Band 12, Arkstee und Merkus, Leipzig, 1754 (Digitalisat).
- Johann Joachim Schwabe (Hrsg.): Allgemeine Historie der Reisen zu Wasser und zu Lande. Band 13, Arkstee und Merkus, Leipzig, 1755 (Digitalisat).
- Johann Joachim Schwabe (Hrsg.): Allgemeine Historie der Reisen zu Wasser und zu Lande. Band 14, Arkstee und Merkus, Leipzig, 1756 (Digitalisat).
- Johann Joachim Schwabe (Hrsg.): Allgemeine Historie der Reisen zu Wasser und zu Lande. Band 15, Arkstee und Merkus, Leipzig, 1757 (Digitalisat).
- Johann Joachim Schwabe (Hrsg.): Allgemeine Historie der Reisen zu Wasser und zu Lande. Band 16, Arkstee und Merkus, Leipzig, 1758 (Digitalisat).
- Johann Joachim Schwabe (Hrsg.): Allgemeine Historie der Reisen zu Wasser und zu Lande. Band 17, Arkstee und Merkus, Leipzig, 1759 (Digitalisat).
- Johann Joachim Schwabe (Hrsg.): Allgemeine Historie der Reisen zu Wasser und zu Lande. Band 18, Arkstee und Merkus, Leipzig, 1764 (Digitalisat).
- Johann Joachim Schwabe (Hrsg.): Allgemeine Historie der Reisen zu Wasser und zu Lande. Band 19, Arkstee und Merkus, Leipzig, 1769 (Digitalisat).
- Johann Joachim Schwabe (Hrsg.): Allgemeine Historie der Reisen zu Wasser und zu Lande. Band 20, Arkstee und Merkus, Leipzig, 1771 (Digitalisat).
- Johann Joachim Schwabe (Hrsg.): Allgemeine Historie der Reisen zu Wasser und zu Lande. Band 21, Arkstee und Merkus, Leipzig, 1774 (Digitalisat).